# Stockholm Archipelago Trail
Stockholm Archipelago Trail består af et netværk af vandrestier, der strækker sig cirka 270 kilometer (170 miles) over Stockholms skærgård i Sverige. Strækningen går fra Arholma i nord til Landsort i syd, og hver sektion af ruten tilbyder forskellig oplevelser og er tilgængelig via regionens offentlige færgetransportsystem.
Fra og med 2024 dækker Stockholm Archipelago Trail 20 øer, og antallet af øer forventes at stige i fremtiden. Hver rute er markeret med en af betegnelserne: 'let,' 'middel,' eller 'udfordrende.' Information om de forskellige ruter, tilgængelighed, indkvarteringsmuligheder og meget mere kan findes på The Stockholm Archipelago Trails officielle hjemmeside.
Stockholm Archipelago Trail har opnået international anerkendelse, herunder fra National Geographic Magazine, som i oktober 2024 udnævnte Stockholms skærgård til en af verdens 25 bedste destinationer for 2025.

## Sektioner
Stockholm Archipelago Trail er markeret med rødt på kortet.
- A Arholma – middel
- B Lidö – middel
- C Furusund – let
- D Yxlan – middel
- E Finnhamn – middel
- F Ingmarsö – let
- G Brottö – let
- H Svartsö – let
- I Möja – let
- J Grinda – middel
- K Sandhamn – let
- L Runmarö – middel
- M Nämdö – middel
- N Ornö – middel
- O Fjärdlång – middel
- P Utö – udfordrende
- Q Rånö – let
- R Ålö – udfordrende
- S Nåttarö – udfordrende
- T Landsort – middel